# Taeniogyrus neocaledonicus
Taeniogyrus neocaledonicus is een zeekomkommer uit de familie Chiridotidae.
De wetenschappelijke naam van de soort werd in 1997 gepubliceerd door A. Smirnov.